# Rogoźno
Rogoźno (prononciation : [rɔˈɡɔʑnɔ], en allemand : Rogasen), appelée aussi Rogoźno Wielkopolskie, est une ville de Pologne, située dans la voïvodie de Grande-Pologne. Elle est le chef-lieu de la gmina de Rogoźno, dans le powiat d'Oborniki.
Elle se situe à 17 kilomètres au nord-est de Czarnków (siège du powiat) et à 40 kilomètres au nord de Poznań (capitale régionale).

## Situation géographique

Plan de la ville.

Rogoźno est situé sur la Wełna, à une altitude de 63 m, en bordure d’un lac de 140 ha et de 6 m de profondeur, à proximité de la route nationale reliant Bytom à Kołobrzeg.
La ville est localisée à 40 km au nord de Poznań et à 60 km au sud de Piła. Elle est traversée par la ligne ferroviaire Poznań-Piła.

## Histoire
Simple place forte depuis le VIIIe siècle, Rogoźno se développe grâce à l’exploitation du minerai de fer. La première mention historique de la localité date de 1248. Elle reçoit les privilèges urbains en 1280, des mains de Przemysl II. Le 8 février 1296, le roi Przemysl II est enlevé et assassiné à Rogoźno par des sbires à la solde des margraves de Brandebourg.
De 1655 à 1656, Rogoźno est occupé par les Suédois qui détruisent le château. Une ville nouvelle est fondée en 1750. À cette occasion, de nombreux drapiers allemands s’y installent.  Au XVIIIe siècle, Rogoźno est un des principaux centres du textile en Grande-Pologne. En 1793, Rogoźno est annexée par la Prusse et, l’année suivante, la vieille ville et la ville nouvelle sont réunies. De 1815 à 1919, Rogasen fait partie de l'arrondissement d'Obornik (de) dans le district de Posen au sein de la province de Posnanie. Au XIXe siècle, les habitants soutiennent tous les insurrections patriotiques polonaises pour retrouver l’indépendance. Les transports et l’économie se développent.
Après la Première Guerre mondiale, les habitants participent massivement à l’Insurrection de Grande Pologne (1918-1919), pour rejoindre la Pologne ressuscitée. Pendant la Seconde Guerre mondiale, les Nazis exterminent 200 habitants et en expulsent plus de 1 000.
De 1975 à 1998, la ville faisait partie du territoire de la voïvodie de Piła. Depuis 1999, elle fait partie du territoire de la voïvodie de Grande-Pologne.

## Monuments
- l’église saint Wit, qui aurait été fondée par Mieszko Ier et par Dubravka, reconstruite en 1526
- le plan médiéval de la vieille ville
- l’église du saint Esprit (1807)
- le cimetière catholique et le cimetière protestant

## Économie
- fabrication de meubles
- industries alimentaires
- industries métalliques
- production de radiateurs pour automobiles

## Voies de communications
La route nationale 11 (qui relie Katowice à Koszalin) et la route voïvodale 241 (de) (qui relie Rogoźno à Tuchola) passent par la ville.